# Giaura punctata
Giaura punctata är en fjärilsart som beskrevs av Swinhoe 1890. Giaura punctata ingår i släktet Giaura och familjen trågspinnare. Inga underarter finns listade i Catalogue of Life.